# Kościół Niepokalanego Poczęcia Najświętszej Maryi Panny w Udziale
Kościół Niepokalanego Poczęcia Najświętszej Maryi Panny w Udziale (biał. Касцёл Беззаганнага Зачацця Найсвяцейшай Панны Марыі у Удзела) – kościół parafialny w agromiasteczku Udział w północnej części Białorusi, w diec. witebskiej.

## Historia
Fundatorem pierwotnego, drewnianego kościoła i klasztoru, był w 1642 roku wojewoda mścisławski Józef Korsak Głębocki wraz z małżonką Marianną ze Szwejkowskich. Rok później za potwierdzeniem króla Władysława IV przybyli tu Franciszkanie, którzy pracowali w parafii funkcjonującej od 1727 roku przy kościele.
8 listopada 1777 roku biskup Feliks Towiański położył kamień węgielny pod budowę nowej, murowanej świątyni w stylu barokowym. W 1791 roku biskup Ignacy Jakub Massalski konsekrował kościół pw. Niepokalanego Poczęcia NMP. Obok stanęła dwukondygnacyjna brama-dzwonnica. Zespół kościelno-klasztorny został obwiedziony murem. W 1805 ukończono budowę klasztoru, lecz cztery lata później budynek ucierpiał od pożaru. W 1837 roku fasadę główną i wnętrze przebudowano w stylu późnego klasycyzmu.
Swoistym "dokumentem", przypominającym o fundacji i początkach istnienia kościoła, są cztery tablice historyczne, zamontowane na ścianach prezbiterium. Po upadku powstania listopadowego i kasacie klasztoru w 1851, obsługę parafii przejęli księża diecezjalni. W 1948 roku władze sowieckie zamknęły kościół i przeznaczyły na magazyn, natomiast w zabudowaniach klasztornych ulokowały szkołę i mieszkania dla nauczycieli.

## Współczesność
W 1988 roku zawiązał się komitet kościelny i dzięki zabiegom parafian w 1989 roku świątynia została zwrócona katolikom. Oba budynki – kościół i klasztor-plebania – zostały wyremontowane pod kierownictwem ks. prał. Józefa Bułki, który przez kolejną dekadę sprawował w Udziale duszpasterstwo.
Franciszkanie powrócili do Udziału w 2000 roku. Obecnie, oprócz głównej świątyni parafialnej w tej miejscowości, pracują też w dwóch okolicznych ośrodkach w Piotrowszczyźnie (Пятроўшчына) oraz Babiczach (Бабічы). W 2002 roku przy kościele odsłonięto pomnik św. Maksymiliana Kolbe.

## Architektura
Murowana świątynia z końca XVIII w. została zbudowana w stylu klasycystyczno-barokowym. Fasada, zwieńczona trójkątnym szczytem, ozdobiona jest pilastrami, niszami oraz gzymsami. Trzynawowe wnętrze świątyni charakteryzuje oszczędny, klasycystyczny styl. W jednym z bocznych ołtarzy umieszczono zabytkowy obraz (z pocz. XVIII w.) Matki Bożej Zwycięskiej w srebrnej, pozłacanej sukience.

## Galeria

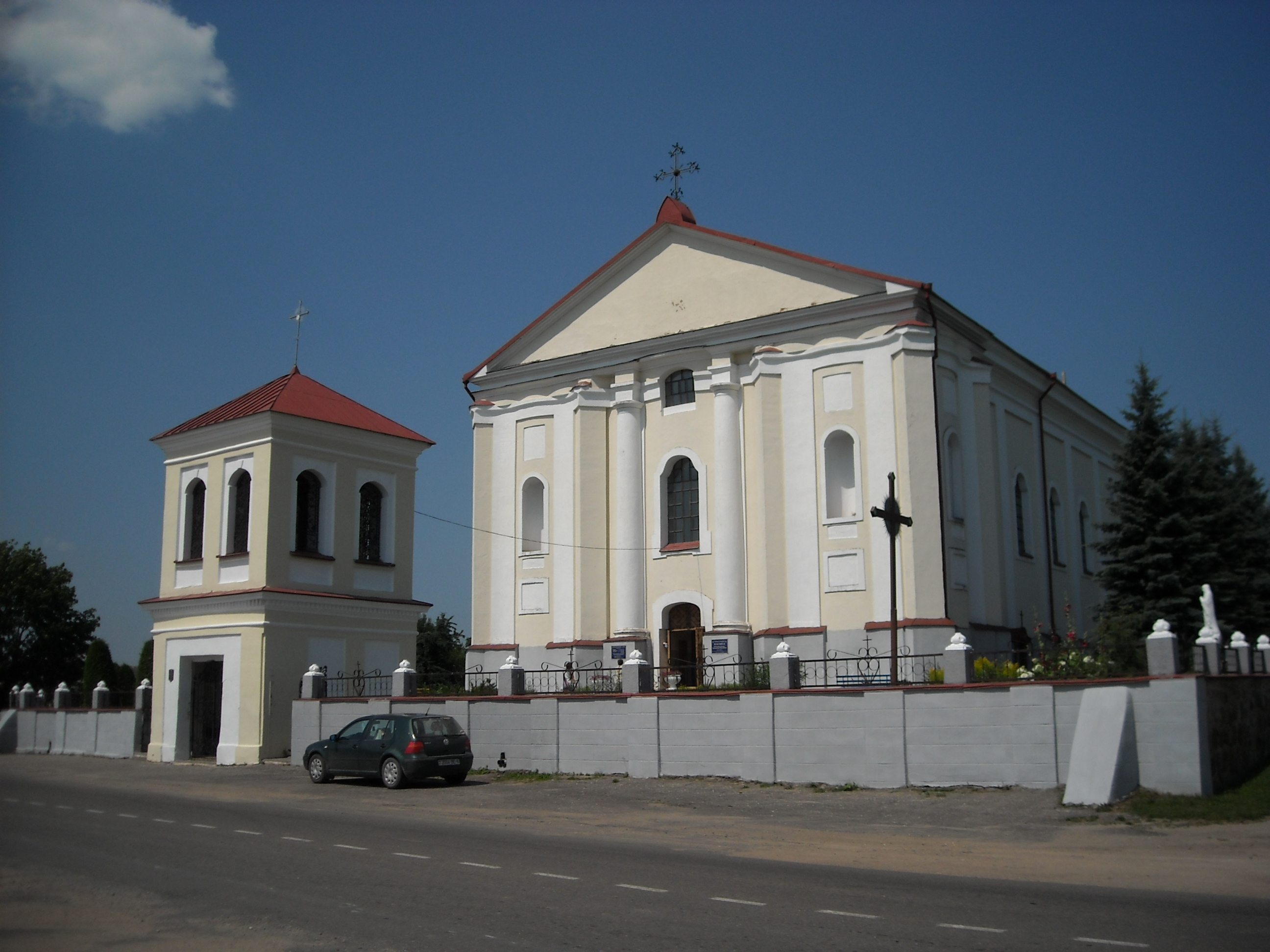
Kościół i dzwonnica
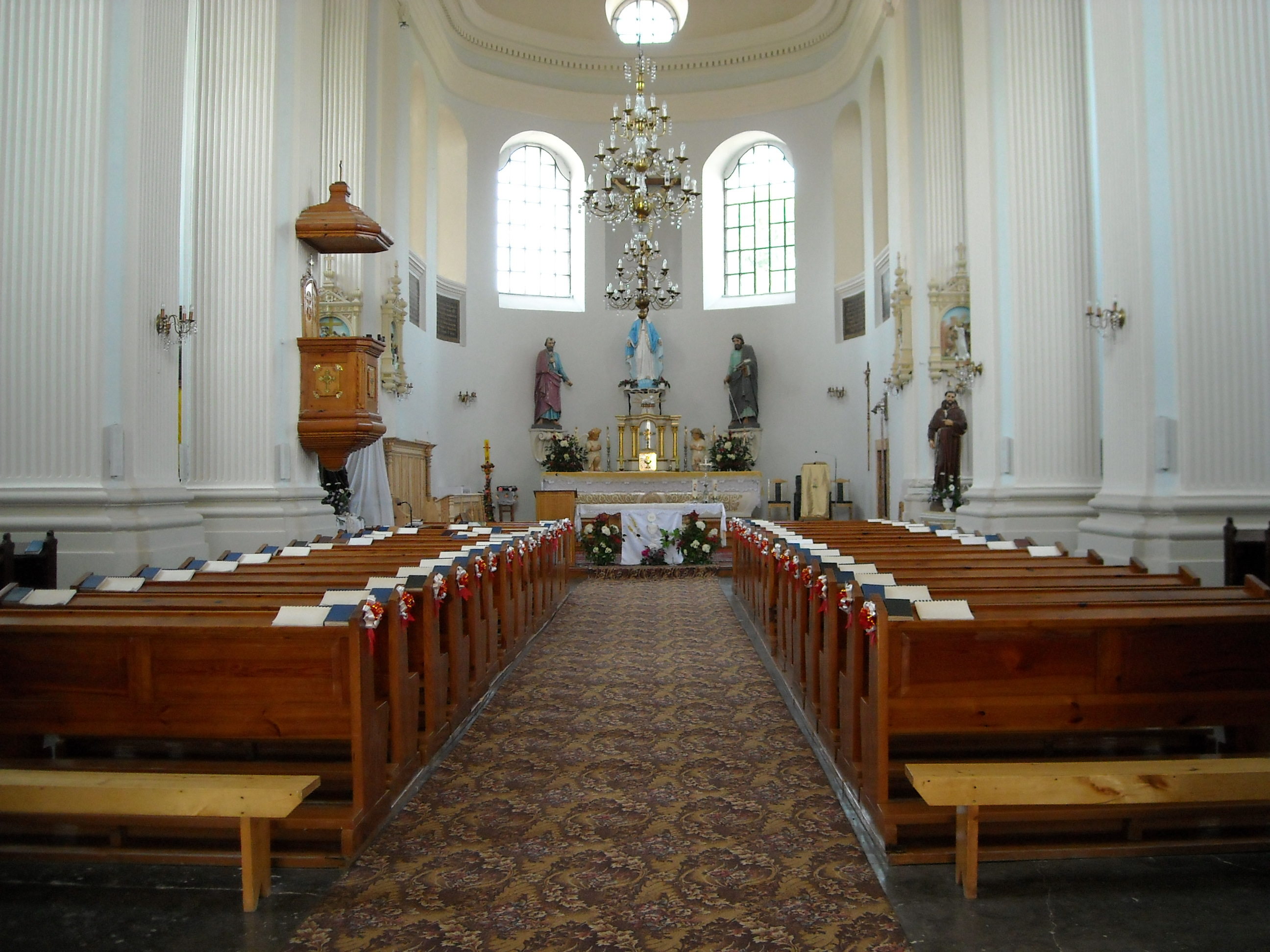
Wnętrze świątyni
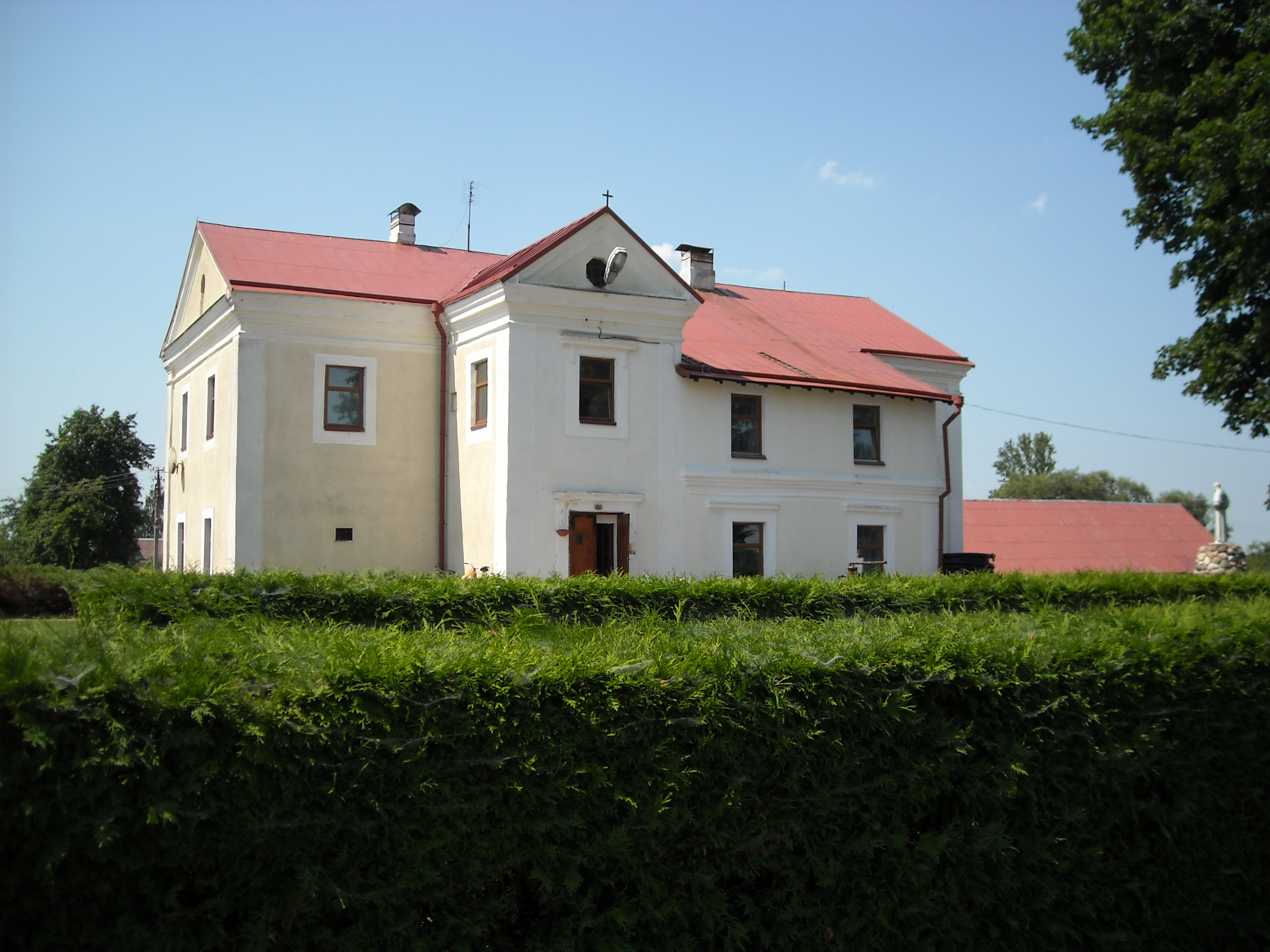
Klasztor franciszkanów